# Kreteranggon
Kreteranggon is een bestuurslaag in het regentschap Lamongan van de provincie Oost-Java, Indonesië. Kreteranggon telt 3804 inwoners (volkstelling 2010).